# Porella grandiloba
Porella grandiloba là một loài rêu trong họ Porellaceae. Loài này được Lindb. mô tả khoa học đầu tiên năm 1872.